# گل داوودی و شمشیر
گل داوودی و شمشیر (انگلیسی: The Chrysanthemum and the Sword) یک مطالعه در سال ۱۹۴۶ در مورد فرهنگ ژاپنی است که توسط انسان‌شناس آمریکایی روث بندیکت نوشته شده‌است. این کتاب به منظور درک و پیش‌بینی رفتار ژاپنی‌ها پس از شکست در جنگ جهانی دوم با اشاره به یک سری تناقض‌ها در فرهنگ سنتی ژاپن است.
بندیکت در این کتاب با تأکید بر خاص بودن سیستم ارزش‌های حاکم بر فرهنگ ژاپن، سعی در تبیین این سیستم از طریق مقایسه آن با فرهنگ غرب می‌کند؛ و در نهایت الگوی حاکم در فرهنگ غرب را «فرهنگ گناه» و الگوی حاکم در فرهنگ ژاپن را «فرهنگ شرمساری» معرفی می‌کند.